# Дом-музей А. П. Гайдара
Дом-музей А. П. Гайдара — литературный музей в Клину Московской области, входящий в состав МАУ «МТЦ г.о. Клин». Посвящён жизни и литературной деятельности писателя и располагается в доме, в котором Гайдар проживал с 1938 года по 1941 год. Открытие постоянной экспозиции состоялось в 1989 году.

## История
А. П. Гайдар жил и работал в Клину с 1938 года по 1941 год.
Дом принадлежал сапожнику Матвею Чернышову, у которого Аркадий Гайдар снял угол.
Гайдар женился на дочери Чернышова Доре и удочерил её дочку.
С 19 по 26 августа проходят августовские Спасы.
Созданные здесь произведения:

«Дым в лесу», «Комендант снежной крепости», «Поход», «Тимур и его команда», «Чук и Гек» и другие.

## Здание
Деревянный дом на кирпичном фундаменте, на стене под табличкой с названием улицы и номером дома установлена мемориальная доска. На мемориальной доске изображён А. П. Гайдар, ниже надпись «В этом доме с 1938—1941 г.г. жил и работал Аркадий Петрович ГАЙДАР»

## Экспозиция
Экспозиция повествует о жизни и деятельности Аркадия Гайдара, представлены прижизненные издания его произведений, написанных в Клину, предметы быта, личные вещи, фотографии, документы, скульптурные композиции, земля с места перезахоронения и многое другое.
Проводятся экскурсионные программы, видеопоказы фильмов по произведениям А. П. Гайдара, музейные занятия для детей.

### Видеоисточники
- Истории создания музея А. П. Гайдара (ТНТ-Поиск)
- «Поехали. Клин. Последняя любовь Гайдара». Дом-музей Гайдара
- Клин глазами детей Дом-музей А. П. Гайдара